# 베리 판 알러
휘베르튀스 에히디위스 헤르마뉘스 "베리" 판 알러(네덜란드어: Hubertus Aegidius Hermanus "Berry" van Aerle ˈbɛ.ri vɑn ˈaːr.lə[*], 1962년 12월 8일, 노르트-브라반트 주 헬몬트 ~)는 네덜란드의 전 프로 축구 선수로, 현역 시절 주로 우측 수비수로 활약하였고, 미드필더로 출전한 적도 있었다.
거친 견제로 알려진 그는 PSV에서 활약한 것으로 잘 알려져 있으며, 1988년 유러피언컵 우승의 주역으로도 알려져 있다. 네덜란드 국가대표로 5년을 활약했던 그는 유로 1988을 우승했다.

## 클럽 경력
노르트-브라반트 주 헬몬트 출신인 판 알러는 13년 동안 에레디비시의 PSV에서 활약하며 5번의 리그 우승을 경험했다. 그는 PSV에서 활약하면서 수비형 미드필더로도 활약했는데, 이는 벨기에 노장 에릭 헤러츠가 우측 수비수를 맡았기 때문이었다. 그로 인해, 판 알러는 벨기에의 로열 앤트워프로 1년 임대되기도 했다.
판 알러는 1987-88 시즌에 유러피언컵 결승전에 승부차기까지 120분 넘게 소화했고, PSV는 벤피카와 0-0으로 비긴 끝에 승부차기로 이겼다. 그는 "양쪽이 신중하게 전개하여 경기력이 두드러지지는 않았지만, 긴장되는 승부차기까지 치른 끝에 짜릿한 승부였습니다. 경기를 직접 뛴다면 어떻게 우승하느냐가 중요한 것이 아닙니다. 우리는 역사책 한 편을 영원히 장식합니다: 우리가 우승컵을 들어올렸으니까요"라고 판 알러가 유럽 축구 연맹 공식 웹사이트 인터뷰에서 베른트 슈톨렌에게 회고했다. 헤러츠가 1992년에 은퇴한 후, 그는 몇 차례 부상에 허덕였지만, 주전으로 계속 출전해, 퇴단하기 전까지 총 300번이 넘는 경기에 출전했다. 그는 4개 대회를 동시에 우승한 5명의 선수에 들어가는데, 나머지 선수들은 1988년 당시 소속 구단 동료였던 한스 판 브뢰켈런, 빔 키프트, 로날트 쿠만, 그리고 헤랄트 파넨뷔르흐였다.
결국 판 알러는 고향 헬몬트 스포르트에서 1년을 더 보내고 은퇴했다. 은퇴 후, 그는 고향에서 집배원으로 활동하다가 PSV로 복귀해 유망주 발굴와 지지 단체 조율가를 포함해 여러 보직을 맡았다.

## 국가대표팀 경력
판 알러는 1987년 10월 14일에 첫 네덜란드 국가대표팀 경기에 출전했다. 그는 이듬해 유럽 선수권 대회에서 부동의 주전으로 활약하며 서독에서 열린 대회에서 전 경기 모두 90분을 소화하며 네덜란드의 사상 첫 전유럽 대회 우승에 일조했다.
판 알러는 딱 5년 동안 총 35번의 국가대표팀 경기에 출전했고, 1990년 월드컵과 유로 1992에도 참가했다. 그동안, 그는 같은 PSV 소속 아드리 판 티헬런과 1990년대 초반 양쪽 측면 수비수를 맡았다.

## 수상

### 클럽
PSV
- 에레디비시: 1985–86, 1987–88, 1988–89, 1990–91, 1991–92
- KNVB 베커르: 1987–88, 1988–89, 1989–90
- 요한 크라위프 스할: 1992
- 유러피언컵: 1987–88

### 국가대표팀
네덜란드
- 유럽 축구 선수권 대회: 1988